# آبادگرا، گرداسپور
آبادگرا، گرداسپور (به لاتین: Abadgarh, Gurdaspur) در هند است که در پنجاب (هند) واقع شده است.